# TransferJet
TransferJet ist eine von Sony entwickelte drahtlose Nahbereichskommunikationstechnik (englisch: close-proximity wireless transfer technology), die es erlaubt, zwischen zwei sich berührenden oder ganz nah nebeneinander liegenden Geräten über eine Distanz von maximal drei Zentimetern zwischen den Koppelantennen Daten mit sehr hoher Geschwindigkeit in beiden Richtungen zu übertragen. TransferJet wurde erstmals im Januar 2008 auf der CES in Las Vegas vorgestellt. Im Juli 2008 wurde das TransferJet Consortium gegründet.
Erste kommerzielle Produkte mit TransferJet sind in Japan seit 2010 auf dem Markt: Digitalkameras, Notebooks, USB-Adapter, FlashRAM-Karten von Sony. Bei den Sony Digitalkameras mit TransferJet-Logo ist zu beachten, dass die TransferJet-Funktion nur dann genutzt werden kann, wenn sich in der Kamera auch der separat zu erwerbende TransferJet-Memorystick MS-JX8G befindet.
Das TransferJet Consortium wurde im Juli 2012 von neun „Promoter“-Firmen angeführt (Hitachi, JVC Kenwood, Nikon, Olympus, Panasonic, Pioneer, Epson, Sony, Toshiba); bis Mai 2013 sind mehr als 30 weitere Elektronikfirmen als „Adopter“ beigetreten, darunter Samsung, Sharp und Fujitsu. Seit April 2024 wird das Konsortium von zwei Veranstalterunternehmen geleitet, darunter JRC und Sony als Konsortiumsadministrator. Die Konsortium Adpters sind Hosiden Corporation und die HRCP. Die normale TransferJet-Schriftart und die TransferJet-Logos sind vom TransferJet Consortium verwaltete und lizenzierte Marken.
Die auf dem Mobile World Congress im Februar 2013 in Barcelona von Toshiba vorgestellten und inzwischen verfügbaren SD-Karten und USB-Aufsteckadapter erlauben nun den Einsatz dieser Technologie in den verschiedensten mobilen Geräten, und die nun ebenfalls verfügbaren Interface-Chips von Toshiba lassen für Herbst 2013 weitere Geräte mit integrierter TransferJet-Technik erwarten. Equipment für Kompatibilitätsprüfungen wird von Agilent Technologies angeboten und ein Zertifizierungsservice von Allion Test Labs und von XXCAL Japan. Seit April 2021 führt Allion Japan den Zertifizierungsservice in einem qualifizierten Testlabor durch. Die erste kommerziell erhältliche TransferJet-Entwicklungsplattform für eingebettete Systeme wurde im Februar 2015 von Icoteq Ltd auf den Markt gebracht. Smartphones mit integrierter TransferJet-Funktionalität wurden im Juni 2015 von Fujitsu und Bkav auf den Markt gebracht. Weitere Produktanbieter sind Buffalo und E-Globaledge.

## Anwendung
Mit TransferJet können Fotos oder sogar Videostreams kabellos zwischen Geräten übertragen werden – beispielsweise zwischen Kameras, von einer Kamera zu einem Computer, Fernseher oder Drucker, oder auch von einem Content-Provider-Automaten auf ein Smartphone. Geräte, die mit TransferJet-Technologie ausgestattet sind, tragen das TransferJet-Logo an der Stelle, an der der induktive Koppler eingebaut ist. Um die Kommunikation zwischen zwei Geräten zu starten, müssen deren TransferJet-Logos möglichst nah aneinandergebracht oder direkt miteinander in Kontakt gebracht werden.

## TransferJet-Spezifikation
| Trägerfrequenz         | 4,48 GHz |
| Bandbreite             | 560 MHz |
| Sendeleistung          | Bei oder unter −70 dBm/MHz (Durchschnitt) Entspricht den Bestimmungen für Low-intensity-Radiostrahlung in Japan, Taiwan, der EU und den USA.               |
| Daten-Übertragungsrate | max. 560 Mbit/s (brutto) / max. 375 Mbit/s (effektiver Durchsatz) Das System kann die Übertragungsrate an die Qualität der Übertragungssituation anpassen. |
| Modulation             | Direct Sequence Spread Spectrum (DSSS), π/2-shifted BPSK                                                                                                   |
| Verbindungsentfernung  | wenige Zentimeter (nominell) |
| Verbindungstopologie   | Punkt-zu-Punkt |
| Antennentyp            | Elektrischer induktiver Koppler für Longitudinalwellen |

Obwohl TransferJet manchmal mit NFC verwechselt wird, basiert es auf einer völlig anderen Technologie und ist im Allgemeinen auch für andere Nutzungsszenarien gedacht, bei denen der Schwerpunkt auf Hochgeschwindigkeitsdatenübertragung liegt. Daher stören sich diese beiden Systeme nicht gegenseitig und können sogar am selben Ort koexistieren, wie dies bereits in bestimmten Produkten implementiert ist. Andere aktuelle Produkte kombinieren TransferJet mit Wireless Power, um sowohl Datenübertragung als auch drahtloses Laden gleichzeitig am selben Ort zu ermöglichen. TransferJet, NFC und Wireless Power sind die drei wichtigsten Near-Field-Technologien (kontaktlos), die voraussichtlich die physischen Verbindungen und Kabel überflüssig machen werden, die derzeit erforderlich sind, um Geräte miteinander zu verbinden.

## Vergleich mit NFC
| Technologie              | Transferjet                                                              | NFC                                                                 |
| Trägerfrequenz           | 4,48 GHz                                                                 | 13,56 MHz                                                           |
| Bandbreite               | 560 Mbit/s                                                               | 424 kbit/s                                                          |
| Anwendung                | Schnelle Datenübertragung, Datensynchronisation, Audio-/ Video-Streaming | Authentifizierung, Autorisierung, elektronische Zahlung, ID-Tagging |
| Verbindungstopologie     | Punkt-zu-Punkt (1:1), bidirektional symmetrisch                          | Punkt-zu-Punkt (1:1), bidirektional                                 |
| Verbindungstyp           | aktiv-aktiv                                                              | aktiv-passiv oder aktiv-aktiv                                       |
| Verbindungsentfernung    | wenige Zentimeter                                                        | wenige Zentimeter                                                   |
| Antennentyp              | Elektrischer induktiver Koppler für Longitudinalwellen                   | Magnetische Induktionsspule oder -schleife                          |
| Standardisierungsgremien | ECMA 398, ISO/IEC 17568                                                  | ECMA 340, ISO/IEC 18092                                             |

TransferJet lässt sich so konfigurieren, dass ein Gerät entweder nur mit bestimmten, autorisierten Partnergeräten Daten austauscht oder mit beliebigen Geräten. Letzteres birgt jedoch nur ein geringes Risiko, da die extrem kurze Reichweite des Verfahrens eine Abhörsicherheit gegenüber Angreifern garantiert, die sich mehr als ein paar Zentimeter entfernt befinden. Die Übertragungsgeschwindigkeit ist vergleichbar mit der einer schnellen WLAN-Verbindung und übertrifft andere Nahbereichskommunikationstechnologien wie Bluetooth oder NFC bei Weitem.

## TransferJet X
TransferJet X ist eine neue TransferJet-Spezifikation der zweiten Generation, die Datenübertragungsgeschwindigkeiten von 13,1 Gbit/s und mehr ermöglicht, also etwa das 20-Fache der Geschwindigkeit des aktuellen TransferJet. Diese Spezifikation verwendet das 60-GHz-Band und benötigt nur 2 ms oder weniger, um vor der eigentlichen Datenübertragung eine Verbindung herzustellen. Dadurch ist der Austausch großer Inhaltsdateien auch in einer kurzen Zeit möglich. Das TransferJet Consortium definiert derzeit die Details des TransferJet X-Ökosystems auf Grundlage des im Juni 2017 fertiggestellten und veröffentlichten IEEE 802.15.3e-Standards.
Die 2016 gegründete HRCP Research and Development Partnership entwickelt eine SoC Lösung zur Implementierung von TransferJet X in einer Vielzahl von Produkten und Diensten, die ab etwa 2020 auf den Markt kommen sollen. Im November 2022 wurde in mehreren U-Bahn-Stationen in Neu-Delhi, Indien, von der HRCP Research and Development Partnership, einem Mitglied des in Tokio ansässigen TransferJet Consortium, ein Feldversuch für einen Hochgeschwindigkeits-Content-Distributionsdienst durchgeführt. Der Dienst ermöglicht es Benutzern, Filme und Spiele mit extrem hoher Geschwindigkeit herunterzuladen, indem sie einfach die verwendeten Geräte berühren. Mit einem an ein Android Smartphone angeschlossenen Dongle mit installiertem TransferJet X können Teilnehmer ihre bevorzugten Inhaltstypen in einer von HRCP R&D entwickelten App auswählen. Durch Berühren eines Touch Points (Übertragungsgerät) an einer Station wird der ausgewählte Inhalt, beispielsweise ein 2-stündiger HD Film, in 2 Sekunden übertragen.